# Петков, Владимир
Владимир Иванов Петков (26 января 1971, Видин) — болгарский шахматист, гроссмейстер (2007).
В составе национальной сборной участник 37-й Олимпиады в Турине (2006).

## Изменения рейтинга
| Графики недоступны из-за технических проблем. См. информацию на Фабрикаторе и на mediawiki.org. |